# سلیم ویلسون
سلیم ویلسون (نام علمی: Charadrius wilsonia) نام یک گونه از سرده سلیم‌های طوق‌دار است.